# 군사원조고문단
군사원조고문단(Military Assistance Advisory Group (MAAG))은 제2차 세계 대전 종전 이후의 1945년부터 베트남 전쟁에서 철수한 1975년까지, 미국의 대외 군사 외교를 진행하기 위해 다른 국가의 군대에 군사적 원조 및 고문 임무를 수행하는 조직이다.
현재 MAAG의 이름으로 활동 중인 부대는 타이완에 있는 주대만 미군 군사고문단으로 2022년 1월 7일에 재설립되었다.
같은 역할을 하는 다른 이름의 부대로는 라틴 아메리카 국가에 파견되었던 미국 군사단(USMILGP)이 있다.
- 유럽
  - 네덜란드
  - 스페인(MAAG-Spain) - 마드리드
  - 프랑스(MAAG-France) - 파리
- 라틴 아메리카
  - 도미니카 공화국 - 산토
- 서남아시아
  - 사우디아라비아
- 동북아시아
  - 남조선/대한민국
  - 일본 (MAAG-Japan) - 도쿄도
  - 중화민국
- 동남아시아
  - 라오스
  - 베트남
  - 캄보디아
  - 필리핀

## 중앙아시아

### 사우디아라비아
사우디아라비아 왕국(KSA)에 대한 군사원조기구는 1953년 6월 27일에 다란 비행장에서 사우디아라비아 군사원조고문단로서 설립되었다. 1951년 방위협력조약을 맺고 USMTM 합의로도 알려진 1977년 협정으로 강화되었다. 사우디아라비아 군사원조고문단은 1957년 5월 29일자로 미국 사우디아라비아 군사훈련임무단(U.S. Military Training Mission to Saudi Arabia)로 재편성되었다. 현재 미국 중부사령부의 작전 및 훈련부대이자 안보원조기구로 지정되어 있다.

## 동남아시아

### 라오스
1955년 12월 15일에 프로그램 평가 사무실(PEO)이 개설되었다. 1954년 제네바 회담에 의해 제한적인 활동만 할 수 있었던 PEO는 민간인을 주축으로 운영되었다.
라오스 군사원조고문단은 1961년에 프로그램 평가 사무실을 대채하여 설립되었으나, 라오스 왕국의 독립성과 중립성을 존중하기 위해 이듬해에 1962년 7월 소요사무실(Requirements Office (RO))로 대채되었다. 베트남 인민군에 효율적으로 대응할 수 있도록 탄약과 보급품을 라오스 왕립육군에 지원하는 역할을 맡았다. 소요사무실은 1973년 2월 21일 라오스 내전에서 라오스 인민군의  8월 8일에 주재무관실로 병합되었다

### 베트남

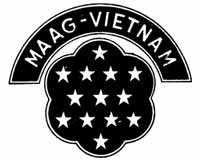
MAAG-베트남의 SSI

제1차 인도차이나 전쟁의 결과로 베트남이 남북으로 갈라지면서 남쪽에 들어선 신생 민주주의 정부의 수립을 위해 사이공에 있는 복권사업본부에 베트남 군사원조고문단(MAAG Vietnam)이 1950년 9월 1일에 입주한 것이 시작이다. 1962년 2월, 베트남 군사원조사령부(MACV)가 창설되었다. 태평양 사령부 예하 통합전투사령부인 MACV는 MAAG보다 점차 커졌고, 1965년 5월에 군사원조고문단을 통합하였다.

### 캄보디아
MAAG 캄보디아(MAAG Cambodia)는 1955년 6월 4일에 설립되었다.

### 태국

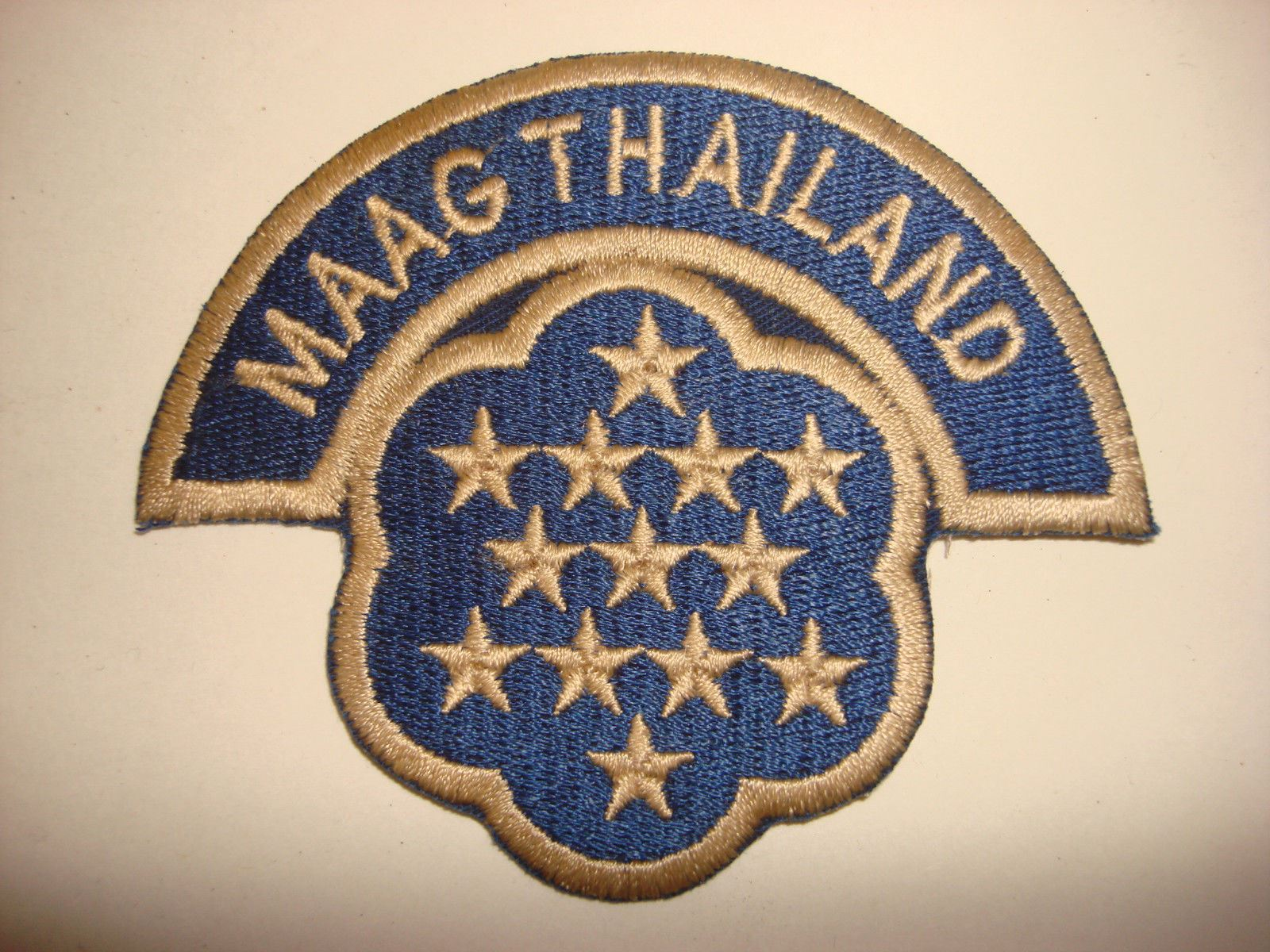
태국 MAAG의 배지

미국과 우호적인 동남아시아 국가 사이의 군사 외교의 일부로서 1950년 9월 태국 방콕에 설립되었다. 1953년 9월에 주태국 미국 합동군사고문단(JUSMAGTHAI)로 대채하였고, 현재도 방콕에서에 운영되고 있다.

### 필리핀
주필 미국 합동군사고문단(JUSMAGPHIL)는 안보원조기구 중 하나로서 마닐라의 주필리핀 미국 대사관에 본부를 두고 있다. 필리핀 국군과 미군 간의 연합합동연습 프로그램과 국제군사교육훈련(IMET) 프로그램의 조정을 맡고 있다.

## 동북아시아

### 대한민국
주한 미군 군사고문단은 광복 이후 한반도에 상륙했던 제24(XXIV)군단에서 대한민국 국군을 대상으로 설립한 군사 고문단이다. 이들은 6.25전쟁 중에서도 대한민국 국군의 훈련소 등에서 업무를 계속하였으며, 휴전 이후 서울특별시의 주한 미국 대사관에 본부를 두고 있다.

### 일본
주일 미국 군사원조고문단(Military Assistance Advisory Group Japan (MAAGJ))는 일본 도쿄도에 있는 주일본 미국 대사관 산하에 조직되어 있는 미국의 군사원조고문단이다.

#### 역사
연합군 최고사령부 산하 민사실 별관(Civil Affairs Section Annex (CASA), 民事局別室)으로서 창설되었다. 1954년 4월 28일에 샌프란시스코 평화조약이 발효됨에 따라 점령군에서 주둔군으로 바뀌었다. 그리고 같은 해 5월 1일에 발효된 일미상호방위원조협정(MSA)에 따라 주일 미군은 조직을 개편하여 군사원조고문단을 창설하였다.
자위대의 정비가 되어 MAAGJ의 역할이 줄어들어 1969년 7월에 상호방위원조사무실로 재편성되었다.

#### 부서
- Ground Department - 육상자위대
- Maritime Department - 해상자위대
- Air Force Department - 항공자위대

#### 기록

##### 소속
1. 극동사령부
2. 주일본 미국 대사관

##### 계보
- 19??년, Civil Affairs Section Annex (CASA)
- 1954년, Military Assistance Advisory Group Japan (MAAGJ)
- 1969년, Mutual Defense Assistance Office (MDAO)) 일본어: 相互防衛援助事務所 소고보에이엔죠지무쇼[*]→상호방위원조사무소

### 중화민국

주댐나 미군 군사고문단(Military Assistance Advisory Group, Taiwan (MAAG Taiwan)은 중일 전쟁이 끝난 뒤, 미국 육군 항공대의 와이즈 대령이 중화민국 공군을 대상으로 한 군사고문단을 모집하였다. 난징에 본부를, 항커우에 연락반을 두었다.
MAAG 대만은 1951년부터 1978년까지 타이완 타이페이에 있었다. 1955년 미군 협방 타이완 사령부와 함께 사령부의 직할기구로서 창설되었다.
미국 국방부는 2022년 1월 7일, 주대만 미군 군사고문단의 재설립을 공표하였다.

## 같이 보기
위키미디어 공용에 군사원조고문단 관련 미디어 분류가 있습니다.
- 미국 군사단(United States Military Group (USMILGP))
- 합동군사고문단(Joint United States Military Advisory Group (JUSMAG))

## 참고

### 인용
1. 1 2  Jake Yeager; William Gerichten (2022년 1월 7일). “Reestablish the U.S. Military Assistance Advisory Group-Taiwan” (영어). War on the rocks. 2023년 7월 3일에 확인함.
2. ↑  “General Orders No.34” (PDF) (영어). Washington D.C.: Headquarters, Deparment of the army. 1957년 6월 26일. 1쪽. 2023년 7월 3일에 확인함.
3. ↑  “United States Military Training Mission” (영어). United States Central Command public affair. 2023년 7월 3일에 확인함.
4. ↑  “Saudi Arabia – Security Assistance Office (SAO) Support Services, U.S. Training Mission to Saudi Arabia (USMTM)” (영어). 2023년 7월 3일에 확인함.
5. ↑  “About Us”. 《United States Military Training Mission》 (영어). 2017년 2월 25일에 원본 문서에서 보존된 문서. 2024년 10월 29일에 확인함.
6. ↑  “United States Establishes the Military Assistance Advisory Group in Vietnam: September 1, 1950 - September 30, 1950” (영어). Vietnam War Commemoration. 2023년 7월 3일에 확인함.
7. ↑  “Records of the United States Forces in Southeast Asia, 1950-1975” (영어). National archives. 2023년 7월 3일에 확인함.
8. ↑  USARSUPTHAI Association, History, (http://usarsupthai.webs.com/jusmagthaihistory.htm 보관됨 2014-01-25 - 웨이백 머신), accessed 16 Dec 2013; U. S. Embassy to the Kingdom of Thailand, About us > U. S. Agencies > Joint US Military Advisory Group Thailand (JUSMAGTHAI), (http://bangkok.usembassy.gov/embassy/usgmain/joint-us-military-advisory-group-thailand-jusmagthai.html 보관됨 2013-10-25 - 웨이백 머신) accessed 16 Dec 2013
9. ↑  Manila, U. S. Embassy (2021년 12월 31일). “Joint U.S. Military Assistance Group” (미국 영어). 2024년 10월 29일에 확인함.
10. ↑  Yoneyama, Takashi. “Briefing Memo” (PDF). 《Comparative Study of U.S. Military Advisory Group Activities in Establishing the Japan Self-Defense Forces and the ROK Armed Forces》. The National Institute for Defense Studies News, (영어) July 2013판 (National Security Policy Division, Center for Military History): 3.
11. ↑  Iwasa, Yuko. “Change and Continuity: A Study on the Role of the Japanese Cavalry” (PDF): 109(3). 2024년 10월 29일에 확인함.
12. ↑  “Japan - Defense Procurement”. 《International Trade Administration, U.S. Department of Commerce》 (영어). 2024년 1월 2일. 2024년 10월 29일에 확인함.

### 자료
- “Why military assistance programs disappoint” (미국 영어). 2024년 4월 16일에 확인함.
- 世界大百科事典, 改訂新版. “軍事顧問団(ぐんじこもんだん)とは？ 意味や使い方” (일본어). 2024년 10월 29일에 확인함.